# Al Karama
Al-Karama – syryjski klub piłkarski z siedzibą w Hims.

## Sukcesy
- 7-krotny mistrz Syrii: 1975, 1983, 1984, 1996, 2006, 2007, 2008.
- 6-krotny zdobywca Pucharu Syrii: 1983, 1987, 1995, 1996, 2007, 2008
- 1-krotny finalista Azjatyckiej Ligi Mistrzów:2006
- 2-krotny ćwierćfinalista Azjatyckiej Ligi Mistrzów: 2007, 2008
- 1-krotny finalista Pucharu AFC: 2009